# تحليل السلوك التطبيقي
تحليل السلوك التطبيقي (اختصارًا ABA) هي عملية تطبيق منهجية تدخلات تستند إلى مبادئ نظرية التعلم لتحسين السلوكيات الهامة اجتماعيا إلى درجة ذات معنى، وتثبت أن التدخلات المستخدمة هي المسؤولة عن تحسن السلوك. على الرغم من كثير من الالتباس في جميع أنحاء المجتمع للصحة النفسية، فقدكان يدعى التحليل السلوك التطبيقي في وقت سابق بتعديل السلوك، ولكنه تعدل كاول نهج يتضمن افتراض عواقب لتغيير السلوك دون تحديد التفاعلات السلوك للبيئة أولا. وعلاوة على ذلك، يسعى النهج الحالي أيضا ليطلق بدائل السلوكيات الذي يخدم نفس الوظيفة السلوكيات الشاذة. عن طريق التقييم وظيفيا على العلاقة بين السلوك المستهدف والبيئة فضلا عن تحديد السوابق وعواقبه، أساليب تحليل السلوك التطبيقي يمكن استخدامها لتغيير هذا السلوك.
الأساليب في السلوك التطبيقي مجموعة من تحليل السلوكية المكثفة التحقق من صحة التدخلات [الإنجليزية] - أبرزها تستخدم للأطفال الذين يعانون من اضطراب طيف التوحد  – إلى البحوث الأساسية التي تحقق القواعد لتكيف البشر والمحافظة على السلوك. ومع ذلك، فان تحليل السلوك التطبيقي يساهم في مجموعة واسعة من المجالات بما في ذلك: منع فيروس نقص المناعة البشرية،  المحافظة على الموارد الطبيعية، التعليم  علم الشيخوخة،  الصحة وممارسة التمارين الرياضية، إدارة السلوك التنظيمي (أي صناعة السلامة)،  اكتساب اللغة [الإنجليزية]،  رمي النفايات،  الإجراءات الطبية،  الأبوة والأمومة،  العلاج النفسي، واستخدام حزام الأمان،  اضطرابات نفسية شديدة،  الرياضية، تعاطي المخدرات [الإنجليزية] ، وإدارة حديقة الحيوان ورعاية الحيوانات.

## تعريف
يتم تعريف ABA باعتباره العلوم الطبيعية التطبيقية المكرسة لتطوير وتحليل الإجراءات التي تنتج تغييرات فعالة ومفيدة في السلوك. وهو واحد من ثلاثة حقول تحليل السلوك. اما الاثنان الآخران السلوكية الجذرية، أو فلسفة العلوم؛ والتحليل التجريبي للسلوك، أو البحوث التجريبية الأساسية. ويستند ABA أيضا على الاشتراط الاثابي أو الاستجابي ونظرية التعلم الاجتماعي. في حين السلوكية المتطرفة تشكل القطعة المفهومية لتحليل السلوك وتقر وجود الإدراك والعواطف، والسلوكية المنهجية تعترف بها سوى السلوكيات التي يمكن ملاحظتها. وكان هذا الأخير أساس وراء تعديل السلوك خلال 1960-1970 .
خلافا للاعتقاد السائد، فإن محللي السلوك يؤكدون أن علم السلوك يجب أن تكون العلوم الطبيعية في مقابل العلوم الاجتماعية. وعلى هذا النحو، فان محللي السلوك ركزوا على ملاحظة علاقة السلوك للبيئة، بما في ذلك السوابق وعواقبه، دون اللجوء إلى «بنيات افتراضية».

## تاريخ
على الرغم المستمدة من فلسفة مماثلة، تعديل السلوك فقط يغير السلوك بتركيب إجراءات لاحقة. بدلا من ذلك، تسعى ABA لفهم حالات الطوارئ البيئية.
وبشكل أكثر تحديدا، فإنه يحلل وظيفة السلوك، مثل ما يطالب بأن السلوك (في المتن)، وكذلك تعزيز السلوكيات البديلة واستراتيجيات تبعية. عادة، يستند ABA على جمع البيانات والتقييمات للفحص بدقة وظيفة السلوك واكتشاف الإجراءات التي من شأنها إحداث تغييرات سلوكية قابلة للقياس.
الكثير من بدايات ABA يمكن أن تعزى إلى مجموعة من أعضاء هيئة التدريس والباحثين في جامعة واشنطن بما في ذلك دون باير، سيدني بيجو، بيل هوبكنز، جاي Birnbrauer، إيفار لوفاس، تود ريسلي، جيمس شيرمان، ومونتروز ولف. في 1960s، باير، هوبكنز، ريسلي، شيرمان، وولف أصبح أعضاء هيئة التدريس في قسم التنمية البشرية والحياة الأسرية في جامعة كانساس. هم وزملائهم بدأوا تركيز الجهود في تطوير واتقان تطبيق تحليل السلوك لمعالجة مجموعة واسعة من المشاكل الإنسانية. أسسوا أيضا مجلة التحليل السلوكي التطبيقي في عام 1968 التي تنشر بحث دراسة تطبيق تحليل السلوك إلى سلوك ذات الصلة اجتماعيا.
ABA هو العلم الذي يستخدم في مجموعة واسعة من المجالات لتغيير السلوك مع مختلف أنواع فرعية، مثل إدارة السلوك التنظيمي، ودعم السلوك الإيجابي،  وتحليل السلوك السريرية (بما في ذلك إدارة الطوارئ والقبول والالتزام العلاج والتدريب على عكس العادة). معظم الوقت يستخدم الناس مصطلح التدخل السلوكي المبكر المكثف (بما في ذلك تدريس المحاولة المنفصلة)، وهو إجراء العلاج المستخدمة للأطفال الصغار المصابين بالتوحد، بالتبادل مع ABA. ومع ذلك، وهذا الأخير هو العلم النفسي الواضح.
يعتبر إيفار لوفاس هو جد ال ABA وواضع التدخلات التعليمية الموحدة بناء على اسس السلوك. كرس لوفاس ما يقرب من نصف قرن لريادة البحوث والممارسات التي تهدف إلى تحسين حياة الأطفال المصابين بالتوحد وأسرهم. في عام 1965، نشرت لوفاس سلسلة من المقالات للنهج العلاجية للتوحد. قدمت أول مقالتين نظامه لترميز السلوكيات خلال الملاحظات المباشرة وتحقيق الريادة من السوابق وعواقب فرضه التي نظمت مشكلة السلوك. ومقالات لاحقة بنيت عليها هذه الأساليب وذكرت ايضاح لطريقة فعالة لتعليم الأطفال غير الناطقين الكلام، ودراسة عن إنشاء المعززات الاجتماعية (الثانوية)، وهو إجراء لتعليم الأطفال التقليد، والعديد من الدراسات على التدخلات للحد من إيذاءات الذات المهددة للحياة والعدوان.
واستشهد لوفاس في بداية حياته المهنية لاستخدام جرعات منخفضة من العلاج بالصدمات الكهربائية للأطفال ذوي السلوك المضر بالنفس. وفي عام 1973، نشرت لوفاس على المدى الطويل متابعة لتدخل تعديل السلوك، وكان يشعر بالاستياء أن يجد أكثر الموضوعات عادت إلى سلوكيات ما قبل التدخل. بعد هذه النتائج، اقترح لوفاس وزملاؤه عدة طرق لتحسين النتائج مثل بدء التدخل خلال سنوات ما قبل المدرسة للأطفال بدلا من لاحقا في مرحلة الطفولة أو المراهقة، إشراك أولياء الأمور في التدخل، وتنفيذ التدخل في منزل العائلة بدلا من الإطار المؤسسي. مقالات لاحقة مثل 1987 «العلاج السلوكي والتعلم الطبيعي للتربية والفكر للأطفال المصابين بالتوحد» يعزز هذا الاقتراح من التدخل من دون استخدام الإكراه (مثل الصدمات الكهربائية) مقرونة مع العلاج المستمر تعطي أفضل النتائج في وقت مبكر ومكثفة للأطفال الذين يعانون من التوحد. لوفاس يعتقد إلى حد كبير أن الدعم والمشاركة في الآباء تطبيق العلاج في المنزل ساهم في ارتفاع معدل النجاح. لوفاس كرس حياته لدراسة مرض التوحد وكان مدافعا قويا للأشخاص الذين يعانون من مرض التوحد حتى شارك في تأسيس ما يعرف اليوم جمعية التوحد الأمريكية [الإنجليزية].

## الخصائص
باير، وولف، و1968 المادة ريزلي  لا تزال تستخدم كوصف القياسي لتحليل السلوك التطبيقي  ويصف الأبعاد السبعة لتحليل السلوك التطبيقي وهي: الطلب؛ التركيز على السلوك. استخدام التحليل؛ والنهج التكنولوجي، منظم من الناحية المفاهيمية وفعال ونهج عام.
- تطبيقي

يركز تحليل السلوك التطبيقي على المناطق التي هي من الأهمية الاجتماعية. في القيام بذلك، يجب أن علماء السلوك أن تأخذ في الاعتبار أكثر من مجرد تغيير السلوك على المدى القصير، ولكن أيضا أن ننظر في كيفية تغيير السلوك يمكن أن تؤثر على المستهلك، وأولئك الذين هم على مقربة من المستهلكين، وكيف أن أي تغيير يؤثر على التفاعلات بين اثنين.
- سلوكي

يجب أن يكون تحليل السلوك التطبيقي سلوكي، أي: السلوك في حد ذاته يجب أن يتغير، وليس فقط ما يقوله المستهلكين حول السلوك. أنها ليست الهدف من علماء السلوك للحصول على المستهلكين لوقف الشكوى من مشاكل السلوك، وإنما لتغيير سلوك المشكلة نفسها. بالإضافة إلى ذلك، يجب أن يقاس السلوك بشكل موضوعي. باحث السلوك لا يمكن أن يلجأ إلى قياس بدائل غير السلوكية. (العمل متعدد التخصصات في السلوك وعلم النفس يشمل، على سبيل المثال، تحليل الإدراك أو التركيبة السكانية والتنقيب عن الفرد أيضا، حيث يتم الاحتفاظ معايير تجريبية.)
- تحليلي

يجب أن يكون تحليل السلوك التطبيقي التحليلي، وهو ما يعني أن محلل السلوك يمكن السيطرة على السلوك الذي يتم تغييره عن طريق تغيير سلوك السيطرة. في المختبر، وقد كان هذا سهلا كما ان الباحث يمكن تشغيل وإيقاف السلوك بإرادة. ومع ذلك، في حالة تطبيقه، وهذا ليس من السهل دائما كما، ولا أخلاقية، للقيام به. وفقا لباير، وولف، وريسلي، يجب على هذه الصعوبة الا توقف العلم من التمسك بقوة مبادئها. وعلى هذا النحو، فإنها أشارت إلى اثنين من التصاميم التي تستخدم أفضل في تطبيق الإعدادات إثبات السيطرة والحفاظ على المعايير الأخلاقية. هذه هي انعكاس لتصاميم متعددة الاسس. تصميم الانعكاس هو الذي يقاس سلوك خيار قبل أي تدخل. مرة واحدة يظهر نمط مستقر، وقدم مداخلة، ويتم قياس السلوك. إذا كان هناك تغيير في السلوك، لا يزال القياس حتى يظهر نمط جديد من السلوك مستقر. ثم، يتم إزالة تدخل، أو تخفيضها، ويتم قياس السلوك لمعرفة ما إذا كان يتغير مرة أخرى. إذا كان عالم السلوك حقا وقد أثبتت السيطرة على السلوك مع التدخل، ينبغي للسلوك الفائدة تتغير مع التغيرات التدخل. هنا مراقبة يمكن أن يسمى أفضل «تأثير» أو «التأثير»، والسلوك.
- تكنولوجي

وهذا يعني أنه إذا كان أي باحث آخر يقرأ وصفا لهذه الدراسة، فأن الباحث سيكون قادر على «تكرار التطبيق مع نفس النتائج.»  وهذا يعني أن الوصف يجب أن يكون مفصلا للغاية وواضح. ان الأوصاف الغامضة لا يعمل على حلها. كوبر وآخرون. وصف الاختيار الجيد للسمة التكنولوجية: «لدينا شخص مدرب في تحليل السلوك التطبيقي يقرأ بعناية الوصف ثم يتصرف الإجراء بالتفاصيل. إذا ارتكب الشخص أي أخطاء، أو يضيف أي عمليات، أو يغفل أي خطوات، أو يسأل أي أسئلة لتوضيح الوصف المكتوب ثم يكون وصفا ليس تكنولوجي بما فيه الكفاية ويتطلب تحسين.» وهذا هو المكان الذي فيه التجربة قابلة للتكرار.
- منهجي من الناحية النظرية

والسمة المميزة هي فيما يتعلق التدخلات المستخدمة؛ وبالتالي يجب أن يكون منهجي من الناحية النظرية من قبل من يقوم باستخدام الإجراءات وتفسير نتائج هذه الإجراءات من حيث المبادئ التي كانت مشتقة منها.
- فعال

يجب أن يكون تحليل السلوك التطبيقي فعال، وهو ما يعني أن تطبيق هذه التقنيات على تغيير سلوك أنها تسعى للتغيير. على وجه التحديد، أنها ليست أهمية نظرية المتغير، بل الأهمية العملية (أهمية اجتماعية) التي لا غنى عنها. وإذا كان تطبيق تقنيات سلوكية لا ينتج تأثير كبير بما فيه الكفاية لقيمة عملية، ثم فشل التطبيق .
- عمومي

يجب أن يكون تحليل السلوك التطبيقي عام، مما يعني أنه لا يزال قائما مع مرور الوقت، في بيئات مختلفة، وينتشر إلى السلوكيات الأخرى لم يعالج بشكل مباشر من قبل التدخل. وبالإضافة إلى ذلك، واصلت تغيير في السلوك المحدد بعد تدخل لهذا السلوك قد تم سحبه هو أيضا مثال على العموميات. وهو الهدف لتحديد المحفزات السلوك مع تأثير طويل الأمد والعام.

### الخصائص الإضافية المقترحة
في عام 2005، Heward، وآخرون. وأضاف اعتقادهم أن الخصائص الخمس التالية ينبغي أن تضاف:
- مسؤول: مباشر وقياس متكرر تمكن المحللين للكشف عن النجاح والفشل لإجراء تغييرات في محاولة لزيادة نجاحات بينما تتناقص الفشل. تحليل السلوك التطبيقي هو النهج العلمي الذي يخمن فيه المحللون ولكن بعد ذلك اختبار حاسم للأفكار، بدلا من «تخمين وتخمين مرة أخرى.» [31] هذه المراجعة المستمره للتقنيات، والالتزام بفعالية وتحليل النتائج يؤدي إلى العلم المسؤول.
- الجمهور: تحليل السلوك التطبيقي مرئيا تماما وعام. وهذا يعني أنه لا توجد التفسيرات التي لا يمكن ملاحظتها، ولكن بالطبع هذه هي فرض لكل منهما. لا توجد الصوفية، والتفسيرات الميتافيزيقية، العلاج خفية، أو السحر. وهكذا، تحليل السلوك التطبيقي تنتج النتائج وتفسيرات متاحة لجميع الجمهور.
- قابلة للتنفيذ: تحليل السلوك التطبيقي لديه عنصر عملي في هذا المنفذين التدخلات يمكن أن تتكون من مجموعة متنوعة من الأفراد، من المعلمين على المشاركين أنفسهم. هذا لا يعني أن تحليل السلوك التطبيقي واحد يتطلب ببساطة لتعلم بعض الإجراءات، ولكن مع التخطيط السليم، فإنه يمكن أن تنفذ بشكل فعال من قبل الجميع تقريبا على استعداد لاستثمار الجهد.[32]
- تمكين: تحليل السلوك التطبيقي يوفر أدوات للممارسين التي تسمح لهم لتغيير السلوك على نحو فعال. من خلال توفير باستمرار ملاحظات مرئية بالنسبة للطبيب عن نتائج التدخل، وهذه الميزة من تحليل السلوك التطبيقي تسمح للأطباء لتقييم مستوى مهاراتهم ويبني الثقة في التكنولوجيا.[33]
- متفائل: وفقا لعدد من المؤلفين الرواد والممارسين المهرة في تحليل السلوك لديهم سبب حقيقي للتفاؤل وذلك للأسباب التالية:
- يتم تحديد السلوك الفردي إلى حد كبير عن طريق التعلم والآثار التراكمية للبيئة، والتي هي نفسها للتلاعب
- قياسات مباشرة ومتواصلة تمكن الممارسين للكشف عن تحسن طفيف في الأداء التي قد يكون على خلاف ذلك الغياب
- كما يستخدم طبيب التقنيات السلوكية مع نتائج إيجابية،
- بقدر ما سوف تصبح متفائلا بشأن احتمالات النجاح في المستقبل
- يوفر الأدب العديد من الأمثلة على نجاح تعليم الأفراد تعتبر غير مدرسة سابقا.

## المفاهيم

### سلوك
السلوك هو النشاط للكائنات الحية. السلوك البشري هو سلسلة كاملة من الناس ما بما في ذلك التفكير والشعور،  السلوك يمكن تحديد من خلال تطبيق اختبار الرجل الميت:
إذا كان القتيل يمكن أن يفعل ذلك، فإنه ليس من السلوك. وإذا رجل ميت يمكن أن يفعل ذلك، فإنه هو السلوك.
ومن الواضح أن هذا مجرد عنوان بسيط.
السلوك هو ذلك الجزء من تفاعل الكائن الحي مع بيئته التي تتميز النزوح اكتشافها في الفضاء عبر الزمن من بعض جزء من الكائن الحي والتي تؤدي إلى تغيير ملموس في جانب واحد على الأقل من البيئة. في كثير من الأحيان، فإن مصطلح يستخدم السلوك مرجع فئة أكبر من الردود التي تشترك الأبعاد المادية أو وظيفة. في هذه الحالة، الاستجابة على المدى يشير إلى وجود نسخة واحدة من هذا السلوك. إذا كانت مجموعة من الاستجابات لها نفس الوظيفة، ويمكن تصنيف هذه المجموعة كطبقة الاستجابة. أخيرا، عند مناقشة جمع الشخص من السلوك، ويستخدم ذخيرة. بمعنى أنه إما أن تتعلق على وجه التحديد إلى مجموعة من الفئات الاستجابة التي هي ذات الصلة لحالة معينة، أو أنه يمكن الرجوع إلى كل السلوك التي يمكن لأي شخص القيام به.

#### الاشتراط الاستثابي
السلوك الإجرائي هو الذي اختاره السوابق وعواقبه. الاشتراط الاستثابي من السلوك هو نتيجة التعزيز والعقاب. الاشتراط الاستثابي ينطبق على ما يسمى الردود «الطوعية»، التي تنبعث الحي والزيادة أو النقصان في وتيرة بوصفها وظيفة من العواقب التي تتبع. يؤكد استثابي المدى هذه النقطة: يعمل سلوك الكائن الحي على بيئتها لإنتاج نوع من نتيجة مرغوبة. على سبيل المثال، الاشتراط الاستثابي هو في العمل عندما نعلم أن يكدحون اجتهاد يمكن أن يسفر عن رفع أو أن الدراسة الجادة لفئة معينة سيؤدي إلى درجات جيدة، في التعزيز الإيجابي.

### الاشتراط الاستجابي
المقال الرئيسي: الاشتراط الكلاسيكي
جميع الكائنات الحية تستجيب بطرق يمكن التنبؤ بها لبعض المحفزات. وتسمى هذه العلاقات الحوافز والاستجابة وردود الفعل. ويطلق على عنصر استجابة منعكس سلوك المدعى عليه. ويعرف بأنه السلوك الذي قوبل به المحفزات سابقة. الاشتراط الاستجابي (وتسمى أيضا الإشراط الكلاسيكي) يتعلم فيه محفزات جديدة تكتسب القدرة على استخلاص العينة. يتم ذلك من خلال الاقتران التحفيز التحفيز، على سبيل المثال، والتحفيز (رائحة الطعام) يمكن أن يثير اللعاب الشخص. قبل الاقتران أن التحفيز (رائحة) مع تحفيز أخرى (على سبيل المثال، على ضوء)، ويمكن للتحفيز ثانية الحصول على وظيفة من الحافز الأول، بالنظر إلى أن العلاقة التنبؤية بين المحفزات اثنين والمحافظة عليها. ومن المعروف أيضا باسم «جرس الكلب بافلوف في».

### البيئة
البيئة هي كوكبة كاملة من المحفزات لوجود الكائن الحي. وهذا يشمل الأحداث داخل وخارج الكائن الحي، ولكن تم تضمينها الأحداث المادية الحقيقية فقط. وتتكون البيئة من المحفزات. A التحفيز هو «التغير في الطاقة التي تؤثر على الكائن الحي من خلال الخلايا المستقبلة لها.» 
A التحفيز يمكن وصفها:
- طوبوغرافيا من المميزات المادية
- مؤقتا من قبل عند حدوثها فيما يتعلق السلوك.
- وظيفيا من خلال تأثيرها على السلوك.

### التعزيز
التعزيز هو المبدأ الأكثر أهمية في السلوك  وعنصر أساسي في معظم برامج تغيير السلوك. وهذه هي العملية التي يتم من خلالها تعزيز السلوك، إذا تم اتباع سلوك بشكل وثيق في الوقت المناسب من خلال التحفيز وهذا يؤدي إلى زيادة في وتيرة السلوك في المستقبل. إضافة التحفيز بعد الحدث الذي يشغل منصب ويطلق معزز التعزيز الإيجابي. إذا كانت إزالة حدث بمثابة معزز، وهذا هو ما يسمى التعزيز السلبي. وهناك جداول متعددة من التعزيز التي تؤثر على احتمال السلوك في المستقبل.

### العقاب
العقوبة هي العملية التي من خلالها نتيجة مباشرة يتبع السلوك مما يقلل من تردده في المستقبل . كما هو الحال مع التعزيز، والتحفيز يمكن إضافة (العقاب إيجابية) أو إزالة (عقوبة سالبة). على نطاق واسع، هناك ثلاثة أنواع من العقاب: تقديم المحفزات الإكراه (على سبيل المثال، الألم)، وتكلفة الاستجابة (إزالة المثيرات المرغوب فيه كما هو الحال في الغرامات المالية)، وتقييد حرية (كما في 'المهلة'). العقوبة في الممارسة العملية يمكن أن يؤدي في كثير من الأحيان آثار جانبية غير مرغوب فيها. وتشمل  بعض الآثار الأخرى غير المرغوب فيها المحتملة الاستياء من يعاقبون، ومحاولات للهروب من العقاب، والتعبير عن الألم والمشاعر السلبية المرتبطة بها، والاعتراف من قبل الفرد يعاقب بين العقاب والشخص تسليمه.

### الانقراض
الانقراض هو مصطلح فني لوصف إجراءات حجب / وقف تعزيز سلوك عززت في السابق، مما أدى إلى انخفاض ذلك السلوك. ومن ثم تعيين السلوك إلى أن تسقط (كوبر، وآخرون).وغالبا ما يفضل إجراءات بالانقراض خلال إجراءات العقاب التي تعتبر في كثير من الأحيان غير أخلاقية، وفي العديد من الدول المحظورة. ومع ذلك، يجب أن تنفذ إجراءات الانقراض مع أقصى قدر من الرعاية من قبل المتخصصين، لأنها ترتبط عادة مع رشقات نارية الانقراض. الاندفاع الانقراض هو زيادة مؤقتة في وتيرة وشدة، و/ أو مدة السلوك المستهدف للانقراض. الخصائص الأخرى لانفجار الانقراض وتشمل أ) المنتجة الانقراض اعتداء حدوث ردود فعل عاطفية إلى الانقراض الإجراء غالبا ما تتجلى العدوان. وب) استجابة الناجم عن انقراض تقلب-وقوع السلوكيات الجديدة التي لم تحدث عادة قبل إجراء الانقراض. هذه السلوكيات هي مكون أساسي من تشكيل [الإنجليزية] الإجراءات.

### التمييز الاستثابي والطوارئ ثلاثي الأجل
بالإضافة إلى وجود علاقة تبذل بين السلوك وعواقبه، الاشتراط الاستثابي يحدد أيضا العلاقات بين ظروف سابقة والسلوكيات. هذا يختلف عن الصياغات S-R (إذا-A-ثم-B)، ويستبدلها مع صيغة AB-بسبب- C ، وبعبارة أخرى، فإن العلاقة بين السلوك (B) وسياقها (A) هي بسبب العواقب (C)، وبشكل أكثر تحديدا، هذه العلاقة بين AB بسبب C إلى أن يتم تأسيس العلاقة عواقب السابقة التي حدثت في مشابهة السياقات. ويطلق وهذا طوارئ سابقة-السلوك نتيجة الطوارئ ثلاثي الأجل. ويطلق على السلوك الذي يحدث بشكل متكرر أكثر في وجود حالة سابقة مما كانت عليه في غيابها التمييز الاستثابي. ويسمى التحفيز سابقة حافزا التمييزية (SD). حقيقة أن التمييز الاستثابي لا يحدث إلا في وجود الحافز التمييزي وهو التوضيح للسيطرة التحفيز. وفي الآونة الأخيرة محللين السلوك قد تم التركيز على الظروف التي تحدث قبل الظروف لسلوك الحالي من القلق من أن زيادة احتمال من السلوك تحدث أو لا تحدث. وقد أحيلت هذه الشروط مختلفة بأنه «وضع الحدث»، «تأسيس عمليات»، و«عمليات تحفيز» من قبل مختلف الباحثين في منشوراتهم.

### السلوك اللفظي
وقد تم تطبيق نظام تصنيف BF سكينر من تحليل السلوك لمعالجة مجموعة من اضطرابات التواصل  نظام سكينر ويشمل:
- اللباقة (علم النفس) [الإنجليزية] - استجابة لفظية التي حركها لسابقة غير اللفظي والتي تحتفظ بها المعمم تعزيز مكيفة
- ماند (علم النفس) [الإنجليزية] - السلوك تحت سيطرة تحفيز العمليات التي تحتفظ بها معزز مميزة.
- Intraverbals - السلوك اللفظي الذي كان سابقا حافز ذات الصلة بالسلوك اللفظي الأخرى، ولكن لا يشارك تضاريس استجابة لهذا التحفيز اللفظي (على سبيل المثال، ردا على سؤال رئيس آخر).
- Autoclitic [الإنجليزية] - السلوك اللفظي الثانوي الذي يغير تأثير السلوك اللفظي في المقام الأول على المستمع. وتشمل الأمثلة الكم والنحو والبيانات المؤهلة (على سبيل المثال، فإن الآثار التفاضلية لل«أعتقد أن ...» مقابل «أعرف...»)

لتقييم السلوك اللفظي من نظام سكينر نرى تقييم اللغة الأساسية ومهارات التعلم.

## قياس السلوك
عند قياس السلوك، وهناك على حد سواء أبعاد السلوك وتدابير قابلة لقياس الكم للسلوك. في تحليل السلوك التطبيقي، وتدابير قابلة لقياس الكم هي مشتقة من الأبعاد. هذه الأبعاد هي التكرار ومدى الزمني، ومكان الزمني.

### التكرار
تحدث الطبقات استجابة مرارا وتكرارا طوال الوقت أي عدد المرات التي يحدث السلوك.
- العد هو عدد من الحوادث في السلوك.
- معدل / التردد هو عدد حالات السلوك في وحدة الزمن.
- التسارع هو مقياس لمدى التغييرات معدل مع مرور الوقت.

### المدى الزمني
هذا البعد يشير إلى أن كل حالة من السلوك يحتل قدرا من الوقت أي متى يحدث السلوك.
- مدة هو مقدار الوقت الذي يحدث السلوك.

### المكان الزمني
كل مثيل السلوك يحدث في نقطة محددة في الوقت أي عند حدوث السلوك.
- كمون الاستجابة هو مقياس الوقت المنقضي بين بداية حافزا والشروع في الاستجابة.
- الوقت Interresponse هو مقدار الوقت الذي يحدث بين حالتين متتالية من فئة استجابة.

### المقاييس التصورية
تدابير المشتقة لا علاقة لها أبعاد محددة:
- النسبة هي نسبة تشكلت من خلال الجمع بين نفس الكميات الأبعاد.
- محاكمات لمعيار هي عدد من الفرص الاستجابة المطلوبة لتحقيق مستوى محدد سلفا من الأداء.

## تغيير السلوك تحليل

### السيطرة التجريبية
في تحليل السلوك التطبيقي، ينبغي أن تشمل جميع التجارب التالية:
- مشارك واحد على الأقل
- سلوك واحد على الأقل (المتغير التابع)
- وضع واحد على الأقل
- وهناك نظام لقياس السلوك والتحليل البصري المستمر للبيانات
- علاج واحد على الأقل أو شرط التدخل
- التلاعب المتغير المستقل بحيث آثاره على المتغير التابع قد يكون تحليل كمي أو نوعي
- تدخل من شأنه أن يعود بالنفع على المشاركين في بعض الطرق [50]

## التحليل الوظيفي (علم النفس)

### تاريخ التحليل الوظيفي
قبل المقال الجوهري حول منهجية تحليلية فنية لالسلوكيات الشاذة، ويستخدم محللين السلوك التكنولوجيا السلوكية المتاحة لهم في ذلك الوقت. بدلا من علاج وظيفة السلوك المضطرب، فإن محللي السلوك بدلا من استخدام عواقب قوية لإدارة السلوكيات الهدامة. على سبيل المثال، في الماضي لتقليل السلوك المضر بالنفس في الفرد، قد سلمت المحللين السلوك وحدة التحفيز مكره على الاستجابة (ايواتا، 1988). وكان هذا النوع من التدخل الناجح للفرد، ولكنه لم يكن من غير المألوف أن نرى اختلافات أخرى من السلوك المنحرف تبدأ في الظهور. تحليل السلوك التطبيقي كحقل تفضل تدخلات تعزيز تستند على التدخل العقاب على أساس، ولكن في الوقت التكنولوجيا السلوكية لم تقدم ما يكفي، وكان الأفراد الذين يحتاجون إلى تدخل الحق في العلاج الفعال (فان هوتين وآخرون، 1988).
في عام 1977، نشرت إدوارد كار ورقة عن الفرضيات المحتملة لحدوث وصيانة السلوكيات الضارة الذاتي. وضعت هذه الورقة من الأساس الأولي لتحليل وظيفي من السلوكيات الشاذة. في ورقة، وصفت كار خمسة الأسباب المحتملة للسلوكيات المضر بالنفس التي شملت (1) إيجابية للوحدات التعزيز الاجتماعي على الاستجابة، (2) التعزيز السلبي في شكل إزالة تلك المسيرة التحفيز مكره على الاستجابة، (3) استجابة المحفزات المنتجة تمتلك يعزز الصفات (التعزيز التلقائي)، (4) كان السلوك نتيجة ثانوية لحالته النفسية الكامنة، و (5) فرضية المتغيرات النفسية التي كان سلوك محاولة للحد من الشعور بالذنب. في جميع أنحاء الورق، واستشهد كار البحوث التي أجريت مؤخرا لدعم الفرضيات الثلاثة الأولى، ودحض الأخيرين الفرضيات، لكن لم يجر التجربة الرسمية لتحديد المتغيرات المسيطرة على سلوك المشكلة.
في عام 1982، أجرت ايواتا وزملاؤه أول تحليل تجريبي للمتغيرات الحفاظ على السلوك المضر بالنفس. في ورقة، تناوبت الباحثون بين شروط محددة لدراسة ما إذا كان أو لم يكن السلوك حدث تحت ظروف بيئية معينة. من خلال التلاعب مباشر للبيئة، يمكن للباحثين تحدد بدقة السيطرة على المتغيرات في السلوك المنحرف، وتوفر التدخلات التي تستهدف العلاقة الوظيفية بين السلوك والبيئة. منذ أن تم نشر هذه المقالة المنوية، وقد نشرت مجموعة واسعة من البحوث في مجال التحليلات الفنية من السلوكيات الشاذة. أصبحت منهجية منذ المعيار الذهبي في تقييم وعلاج السلوكيات الشاذة.

### تقييم السلوك الوظيفي (FBA)
التقييم الوظيفي للسلوك ويقدم فرضيات حول العلاقات بين الأحداث والسلوكيات البيئية المحددة. وقد أنشأت عقود من البحث أن السلوكيات سواء المرغوبة وغير المرغوبة وتعلمت وصيانتها من خلال التفاعل مع البيئة الاجتماعية والمادية. تستخدم تقييم السلوك وظيفية لتحديد المتغيرات المسيطرة السلوكيات الصعبة كأساس للجهود التدخل يهدف إلى تقليل حدوث هذه السلوكيات.

### وظائف السلوك
يخدم سلوك اثنتين من وظائف رئيسية بالنسبة للفرد: (1) للحصول أحداث المرجوة، أو (2) للهروب / تجنب أحداث غير مرغوب فيها. وبعبارة أخرى، فإن الأفراد الانخراط في السلوك للحصول على شيء أو للخروج من شيء. عند محاولة تحديد وظيفة السلوك، غالبا ما يكون من المفيد أن نفكر، «ما الغرض من هذا السلوك خدمة الفرد؟» الموضحة أدناه وظائف مشتركة للسلوك.

#### الحصول الأحداث المطلوبة (التعزيز الإيجابي)

##### الحصول الأحداث وساطة اجتماعيا
الحصول على الانتباه (التعزيز الإيجابي: الاجتماعي): الفرد يشارك في السلوك للحصول على الاهتمام من شخص آخر. على سبيل المثال، طفل يلقي لعبة لأنه يؤدي بشكل مميز في اهتمام الأم. (إذا أسفر هذا السلوك في أم تبحث في الطفل وإعطائه الكثير من الاهتمام، حتى لو انها قالت «لا» هو سوف يكون أكثر عرضة للانخراط في نفس السلوك في المستقبل للحصول على اهتمام الأم.) الأشكال الشائعة للاهتمام تشمل ، ولكن لا تقتصر على، العناق، القبلات، التأنيب، يستهجن، وابتسامات، الخ
الحصول على الموجودات الملموسة (التعزيز الإيجابي: ملموس / آخر): إن يشرك الفردية في السلوك للحصول على عنصر معين أو الانخراط في نشاط معين من شخص آخر. على سبيل المثال، طفل يضرب أمه بسبب انه يريد لعبة والام هو تهدئ. (إذا كانت هذه النتائج السلوك في إعطاء الام الطفل لعبة، فانه سوف يكون أكثر ميلا للانخراط في نفس السلوك في المستقبل للحصول على اهتمام الأم). الأشكال الشائعة من الأشياء المادية تشمل، ولكنها لا تقتصر على، المواد الغذائية، ألعاب والأفلام وألعاب الفيديو، الخ

##### الحصول على التحفيز الداخلي
التعزيز التلقائي الإيجابي: إن الفرد يشارك في السلوك لأن التحفيز تنتج استجابة يمتلك خصائص التعزيز، والانخراط في سلوك ينتج تعزيز التحفيز الداخلي الفريد للسياق المحدد. على سبيل المثال، طفل يضرب عينيه لأنه تنتج تحفيز داخلي محدد من مختلف الألوان والآثار. ويشمل مثال آخر طفل يهبط على الطاولة لإنتاج التحفيز السمعي محدد فريد من نوعه لهذا الكائن. وتشمل الأشكال الشائعة من التحفيز التلقائي، ولكن لا تقتصر على التحفيز السمعي، التحفيز البصري، إفراز الأندورفين، الخ

#### الهروب / تجنب الأحداث وساطة اجتماعيا
الهروب / إزالة انتباه: يشرك الفردية في السلوك للهروب مكره الاهتمام بوساطة اجتماعيا. وبعبارة أخرى، تتم إزالة الأوضاع الاجتماعية التي هي مكره للطفل يتوقف على سلوك الحدوث. على سبيل المثال، طفل يضرب المعلم لتجنب الحديث في وسط الصف. وتشمل الأشكال الشائعة من المواقف الاجتماعية مكره، ولكن لا تقتصر على، يبتسم، العناق، يستهجن، التصحيحات، وإعدادات مجموعة، الخ
الهروب / إزالة المهام أو الأنشطة: الفرد تعمل في مجال السلوك للهروب المهام مكره أو المطالب. على سبيل المثال، عند يقولون للطفل أن يغتسل وقال انه يبدأ في البكاء، والدته تقول له انه لم يعد لديه أن يغتسل. ويشمل مثال آخر وهو مدرس قال لطالب لإكمال سلسلة من المشاكل الرياضيات، والتي تقلب الطالب مكتب وإرسالها إلى مكتب المدير. إرسالها إلى مكتب مديري المدارس المعززة للسلوك التقليب مكتب لأنه سمح للطفل للهروب من النشاط مكره استكمال مشاكل الرياضيات. وتشمل الأشكال الشائعة للمطالب مكره / الأنشطة، ولكن لا تقتصر على المهام الصعبة، والتغيرات في الروتين، وعدم القدرة على التنبؤ، والمهام الرواية، الخ

##### الهروب / تجنب تحفيز داخلي خاص
التعزيز السلبي التلقائي: إن الفرد يشارك في السلوك لأنها تنتج انخفاضا في التحفيز الداخلي بالإكراه. وبعبارة أخرى، وهو أمر مكره يحدث تحت الجلد والانخراط في سلوك يقلل من مستوى عدم الراحة. على سبيل المثال، الطفل يضرب رأسه بالحائط لتقليل الألم الذي تعانيه من ألم في الأسنان. ويشمل مثال آخر طفل يخدش ذراعه لخفض مستوى الخبرات الحكة من لدغ . وتشمل الأشكال الشائعة من التحفيز التلقائي بالإكراه وألم الجيوب الأنفية، والحكة، والجوع، الخ

### الوظيفة مقابل الطوبوغرافيا
كما تشير وظيفة ذكر سابقا إلى تأثير ينتج السلوك على البيئة. يشار إلى النموذج الفعلي للسلوك للتضاريس. سلوكيات مختلفة قد تخدم نفس الوظيفة، وبالتالي يصف الحد واحد لعلاج السلوكيات استنادا إلى النموذج وحده. على سبيل المثال، فإن الطفل قد يصرخ، ويضرب، ويبكي للحصول على الاهتمام من والدته. ما يبدو سلوك مثل غالبا ما يكشف معلومات مفيدة القليل عن الظروف التي يحاسب عليه. ومع ذلك، وتحديد الحالات التي تمثل سلوك، وتقترح ما يلزم تعديلها لتغيير سلوك الظروف. لذلك، يمكن تقييم وظيفة من سلوك تسفر عن معلومات مفيدة فيما يتعلق استراتيجيات التدخل التي من المحتمل أن تكون فعالة.

### طريقة تحديد وظائف السلوك
ويمكن تصنيف أساليب FBA إلى ثلاثة أنواع:
- تقييم غير المباشر
- تقييم تصوري
- الوظيفي (تجريبي) التحليل

#### تقييم السلوك الوظيفي غير المباشر
تستخدم هذه الطريقة لإجراء المقابلات المهيكلة، قوائم، جداول تصنيف، أو استبيانات للحصول على معلومات عن الأشخاص الذين هم على دراية الشخص واظهار السلوك لتحديد الظروف أو الأحداث المحتملة في البيئة الطبيعية التي ترتبط مع سلوك المشكلة. ويشار إليها باسم «غير مباشرة» لأنها لا تنطوي على الملاحظة المباشرة لسلوك، وإنما هم التماس المعلومات استنادا إلى ذكريات الآخرين من السلوك. هذا النموذج من تقييم ينتج عادة أقل معلومات موثوقة حول وظيفة السلوك، ولكن يمكن أن توفر فكرة عن الوظائف المحتملة للسلوك لفحصها في المستقبل، وشكل من أشكال السلوكيات (على سبيل المثال الصراخ والضرب وغيرها)، والبيئات التي يحدث فيها السلوك عادة (مثل المدرسة والمنزل، وما إلى ذلك). يجب أن يتم تنفيذ هذا النوع من التقييم كخطوة أولية في أي تقييم السلوك الوظيفي لجمع المعلومات ذات الصلة لاستكمال تقييم أكثر مباشرة.

#### تقييم السلوك الوظيفي التصوري
وخلافا للأساليب غير المباشرة للتقييمات السلوكية الوظيفية، يستخدم تقييم السلوك الوظيفي التصوري الملاحظة المباشرة للسلوك. تحدث هذه الملاحظات في البيئة التي السلوك يحدث بشكل طبيعي (مثل المدرسة والمنزل، وما إلى ذلك) وبالتالي ليس هناك أي تلاعب مباشر للبيئة. الشكل الأكثر شيوعا لتقييم وصفي يتضمن تسجيل السوابق والعواقب التي تحدث بشكل طبيعي عندما تنبعث الفرد السلوك. ويشار إلى هذا على أنه جمع ABC البيانات، التي (A) يمثل سابقة المشترك، (B) يمثل سلوك الفائدة، و (C) يمثل الآثار المباشرة التي تحدث بعد السلوك. يستخدم جمع البيانات ABC لتحديد العواقب التي تحدث بشكل طبيعي تسليمها في البيئة التي يحدث فيها السلوك. ويمكن إجراء جمع البيانات ABC من قبل مجموعة واسعة من الأفراد الذين تلقوا التدريب المناسب على كيفية تسجيل البيانات. ويسمى شكل آخر من أشكال تصورية لتقييم السلوك الوظيفي على مخطط التشتت. في هذا التقييم، سجل الموظفين الوقت ووضع فيها من سلوك مصلحة يحدث خلال سلسلة من الأيام. يتم رسم البيانات على نطاق والبصرية لبيان ما إذا كان هناك أي أنماط في السلوك. على سبيل المثال، لا يحدث السلوك على نحو أكثر تواترا خلال تعليم الرياضيات من يفعل خلال فترة الغداء؟ على الرغم من أن هذا التقييم لا يعرض الموظف لعواقب السلوك، يمكن استخدامه لتحديد بعض الشروط السابقة التي تحيط عادة سلوك الفائدة.

#### وظيفية (التجريبية) التحليل
التحليل الوظيفي هو الأكثر مباشرا لتقييم سلوك الوظيفية التي يتم التلاعب بالسوابق والنتائج المحددة بشكل منتظم لاختبار آثار منفصلة على سلوك الفائدة. ويشار إلى كل التلاعب في سابقة وذلك في حالة معينة إلى حالة. في التحليل الوظيفي، وعادة ما تناوبت بين الظروف إلى حد بعيد مستقلة بسرعة الاستجابة لاختبار وظائف مختلفة من السلوك. عندما ارتقى مسارات البيانات الواردة أعلاه شرط التحكم (هو موضح أدناه) يمكن القول أن هناك علاقة وظيفية بين هذا الشرط وسلوك الفائدة. أدناه، توصف الأمثلة الشائعة من الظروف التجريبية. تحليل وظيفي موحد لديه عادة أربعة شروط (ثلاثة شروط للاختبار والسيطرة واحد):

##### انتباه
في هذه الحالة، المجرب يعطي كل بند من البنود المفضلة باعتدال ويرشد لهم للذهاب اللعب. بعد التعليم الأولي، المجرب يدعي أن يتصرف مشغول ويتجاهل جميع العطاءات للاهتمام من الفرد. إذا يشارك الفرد في السلوك من الفائدة، ويقدم المجرب الفرد مع الانتباه (عادة في شكل التوبيخ). يمكن القول السلوكيات التي تحدث بشكل متكرر أكثر في هذه الحالة إلى أن اهتمام المحافظة.

##### الهرب
في هذه الحالة، المجرب يرشد الفرد أن الوقت قد حان للعمل. بعد تعليمات الأولي، المجرب يسلم سلسلة من المطالب التي عادة ما يطلب من الفرد لاستكمال (مشاكل مثل الرياضيات، وتنظيف، الخ). إذا يشارك الفرد في السلوك من الفائدة، والطلب هو إزالة ويسمح للطفل أن تأخذ استراحة. ويمكن أن يقال السلوكيات التي تحدث بشكل متكرر أكثر في هذه الحالة أن يكون الهروب الحفاظ عليها.

##### الوحدة
في هذه الحالة، يتم ترك الطفل وحده مع مجموعة متنوعة من العناصر للتعامل مع. إذا يشارك الطفل في سلوك الفائدة، يتم تسليم عواقب لا المبرمجة. يمكن القول السلوكيات التي تحدث بشكل متكرر أكثر في هذه الحالة أن تستمر تلقائيا.

##### التحكم (تشغيل)
في هذه الحالة، يتم السماح للطفل للتعامل مع مجموعة متنوعة من العناصر أثناء الدورة. يتم وضع أية مطالب على الطفل طوال مدة الدورة. يوفر المجرب الانتباه إلى الفرد طوال الدورة على أي سلوك ليس هذا هو السلوك المستهدف. في حالة حدوث السلوك المستهدف، المجرب يزيل الانتباه إلى أن يهدأ السلوك. وتهدف هذه الدورة ليكون بمثابة حالة السيطرة، وهذا يعني أن البيئة المخصبة لأغراض السلوك لا تحدث. وقال بطريقة أخرى، من خلال تلبية الاحتياجات البيئية لجميع الوظائف المحتملة، والفرد ليس عرضة للانخراط في سلوك الفائدة. ويستخدم هذا الشرط وعلى سبيل المقارنة للشروط الأخرى. أي شرط أن ارتقى إلى درجة كبيرة تشكل حالة سيطرة، يظهر عنصر تحكم التجريبية درجة أعلى مما يدل على علاقة وظيفية بين ظروف بيئية معينة وسلوك الفائدة.

### إجراء تقييم السلوك الوظيفي
تقييم السلوك الوظيفي ونادرا ما تقتصر على واحد فقط من المنهجيات المذكورة أعلاه. الأكثر شيوعا، والأكثر تفضيلا، طريقة التعرف على وظيفة من السلوك يمكن أن ينظر إليه على أنه عمليات الجزء الرابع.
جمع المعلومات عن طريق التقييم غير المباشر وصفي. 2) تفسير المعلومات من التقييم غير المباشر وصفي وصياغة فرضية حول الغرض من سلوك المشكلة. 3) اختبار فرضية باستخدام التحليل الوظيفي. 4) وضع خيارات التدخل على أساس وظيفة مشكلة السلوك.

## تقنيات اكتشفت من خلال بحث تقييم السلوك الوظيفي

### تحليل المهمة
تحليل المهمة هو العملية التي يتم تحليلها مهمة إلى الأجزاء المكونة لها بحيث يمكن أن تدرس تلك الأجزاء من خلال استخدام تسلسل: تسلسل إلى الأمام، وتسلسل الوراء والعرض المهمة الكلي. وقد استخدم تحليل المهمة في إدارة السلوك التنظيمي، واتباع نهج السلوك التحليلي للمنظمات المتغيرة. البرامج النصية السلوكية في كثير من الأحيان تظهر من تحليل المهمة. أجرى بيرجان تحليل المهمة للعلاقة التشاور السلوكي  ووضعت توماس Kratochwill برنامج التدريب القائم على تدريس مهارات بيرجان ل. تم استخدام نهج مماثل لتطوير التدريب microskills للمستشارين. آيفي سيدعو في وقت لاحق هذا «السلوكية» مرحلة ومثمرة للغاية واحد والنهج القائم على المهارات جاء للسيطرة على التدريب المستشار خلال 1970-1990. وقد استخدم تحليل العمل أيضا في تحديد المهارات اللازمة للوصول إلى مهنة. وفي مجال التعليم، Englemann (1968) المستخدمة المهمة تحليل كجزء من أساليب لتصميم المناهج الدراسية التعليم المباشر.

### تسلسل
يتم تقسيم مهارة يمكن تعلمها وصولا إلى وحدات صغيرة للتعلم سهلا. على سبيل المثال، فإن الشخص تعلم كيفية تنظيف الأسنان بشكل مستقل قد يبدأ مع التعلم إلى فك غطاء معجون الأسنان. بعد أن يكون قد تعلم هذا، فإن الخطوة التالية يمكن الضغط على الأنبوب، إلخ.
السلوك المشكل، وسلاسل ويمكن أيضا أن يتم تحليلها وسلسلة يمكن أن تتعطل لمنع مشكلة السلوك. بعض علاجات السلوك، مثل العلاج السلوكي الجدلي، وجعل الاستخدام المكثف للتحليل سلسلة السلوك.

### الحث
الحث هو جديلة أو المساعدة في تشجيع الاستجابة المطلوبة من الفرد. وغالبا ما تصنف المستحاثات في التسلسل الهرمي الفوري من معظم تدخلي لأقل تطفلا. هناك بعض الجدل حول ما يعتبر الأكثر تدخلي: تدخلي جسديا مقابل أصعب حث لتتلاشى (أي اللفظي) وفي نهج التعلم لا عيب فيه، تعطى المستحاثات في تسلسل الأكثر الأقل وتلاشى بشكل منتظم لضمان. مواجهة الفرد لمستوى عال من النجاح. قد يكون هناك بعض الحالات التي يفضل على الأقل إلى الأكثر الأسلوب للحث. وتلاشى المستحاثات بشكل منهجي وبأسرع وقت ممكن لتجنب الاعتماد الفوري. الهدف من تدريس باستخدام المستحاثات سيكون لتتلاشى المستحاثات نحو الاستقلال، بحيث ليس هناك حاجة إلى أي المستحاثات للفرد لأداء السلوك المرغوب فيه.
أنواع المستحاثات:
- المستحاثات الصوتية: الاستفادة من وجود مخارج للإشارة إلى الاستجابة المطلوبة.
- المستحاثات البصرية: جديلة البصرية أو صورة.
- المستحاثات إيمائية: استخدام لفتة المادية للدلالة على الاستجابة المطلوبة.
- المستحاثات الموضعية: يتم وضع العنصر الهدف أقرب إلى الفرد
- النمذجة: نمذجة الاستجابة المطلوبة للطالب. هذا النوع من الحث هو الانسب بالنسبة للأفراد الذين يتعلمون عن طريق التقليد، ويمكن أن يحضر إلى نموذج
- المستحاثات المادية: التلاعب جسديا الفرد لإنتاج الاستجابة المطلوبة. هناك العديد من درجات المستحاثات المادية. الكائن الأكثر تدخلا تسليم اليد، وأقل تدخلا كونه الحنفية طفيف لبدء الحركة.[69]

هذه ليست قائمة شاملة لكافة المستحاثات المحتملة. عند استخدام المستحاثات لتعليم منهجي مهارة، لا تحتاج كل المستحاثات لاستخدامها في التسلسل الهرمي. ويتم اختيار المستحاثات على أساس تلك التي هي الأكثر فعالية لفرد بعينه.

### التلاشي
الهدف العام هو بالنسبة للفرد لفي نهاية المطاف لا تحتاج المطالبات. باعتبارها مكاسب إتقان الفرد من المهارات على مستوى فوري معين، وتلاشى الحث إلى حث أقل تطفلا. وهذا يضمن أن الفرد لا يصبح يعتمد بشكل كبير على الحث بشكل خاص عندما يعلم سلوك جديد أو المهارة.

### ترقق جدول التعزيز
رقيق وكثيرا ما يخلط مع التلاشى. يشير يتلاشى إلى موجه يتم إزالتها، حيث يشير ترقق إلى المباعدة بين جدول للحصول على أكبر تعزيز. بعض الدعم موجود أن انخفاض بنسبة 30٪ في التعزيز يمكن أن يكون وسيلة فعالة لترقيقة. الجدول رقيق غالبا ما يكون مسألة مهمة ومهملة في إدارة الطوارئ وأنظمة الاقتصاد الرمزية، وخصوصا عندما وضعت من قبل الممارسين غير المؤهلين (انظر الممارسة المهنية لتحليل السلوك).

### التعميم
التعميم هو توسيع قدرة أداء الطالب وراء الظروف الأولية المحددة لاكتساب مهارة. يمكن أن يحدث التعميم عبر الناس والأماكن والمواد المستخدمة للتدريس. على سبيل المثال، مرة واحدة وعلم ومهارة في وضع واحد، مع مدرب خاص، ومع مواد معينة، ويتم تدريس مهارة في مزيد من الإعدادات العامة مع مزيد من التباين من مرحلة اكتساب الأولية. على سبيل المثال، إذا أتقن الطالب بنجاح الألوان التعلم على الطاولة، المعلم قد يستغرق الطالب في جميع أنحاء المنزل أو مدرسته ومن ثم تعميم المهارة في هذه البيئات أكثر طبيعية مع غيرها من المواد. وقد قضى المحللين السلوك قدرا كبيرا من الوقت في دراسة العوامل التي تؤدي إلى التعميم.

### التشكيل
تشكيل ينطوي على تعديل تدريجيا السلوك الموجودة في السلوك المطلوب. إذا يشرك الطالب مع كلب من خلال ضربه، ثم انه أو انها يمكن أن يكون على شكل سلوكهم من خلال تعزيز التفاعلات التي قال انه أو انها تمس الكلب أكثر بلطف. أكثر من كثير من التفاعلات، فإن تشكيل ناجح محل السلوك ضرب مع الربت أو السلوك ألطف الآخرين. ويستند تشكيل على المعرفة محلل السلوك وشاملة من المبادئ الاشتراط الاستثابي والانقراض. وقد استخدمت الجهود التي بذلت مؤخرا لتعليم تشكيل المهام الكمبيوتر المحاكاة.
أسلوب واحد التدريس وجد ليكون فعال مع بعض الطلاب، ولا سيما الأطفال، هو استخدام نماذج الفيديو (استخدام تسلسل مسجلة كما النماذج من السلوك). ويمكن استخدامه من قبل المعالجين للمساعدة في الحصول على كل من ردود اللفظية والحركية، في بعض الحالات عن سلاسل طويلة من السلوك.

### التدخلات على أساس تقييم السلوك الوظيفي
تنتقد التدخلات التحليلية سلوك غير مفهوم صياغة حالة سلوكية منهجية [الإنجليزية] مع التقييم السلوكي وظيفية أو تحليل في الصميم. وهذا النهج ينبغي أن تطبق نظرية السلوك التحليلي للتغيير (راجع نظرية التغيير السلوكي). وينبغي أن تتضمن هذه الصيغة تقييم شامل وظيفي، وتقييم المهارات وتحليل متسلسل (تحليل سلسلة السلوك)، والتقييم الإيكولوجي، نظرة على النماذج القائمة على أساس يتضح-السلوكية للسلوك المشكلة (مثل نموذج فوردايس من الألم المزمن)  ومن ثم وضع خطة العلاج على أساس مدى تأثير العوامل البيئية السلوك. يجادل البعض ويمكن تحسين هذه الصيغة السلوك القضية التحليلية مع تقييم للقواعد وسلوك القاعدة التي تحكمها. بعض التدخلات التي تنجم عن هذا النوع من المفاهيم تنطوي على تدريب مهارات الاتصال المحددة ليحل محل المشكلة السلوكيات وكذلك إعداد محدد، سابقة، والسلوك، والاستراتيجيات ذلك.

## فعاليتة في التوحد
وغالبا ما تستخدم التقنيات التي تعتمد ABA-لعلاج مرض التوحد، لدرجة أن ABA نفسها غالبا ما يعتبر خطأ أن يكون مرادفا للعلاج لمرض التوحد. ABA لمرض التوحد قد يكون محدودا بسبب شدة التشخيص والذكاء. استعراض الأكثر تأثيرا، واستشهد على نطاق واسع من الأدب بشأن فعالية من العلاجات للتوحد هو كتاب المجلس الوطني للبحوث تعليم الأطفال ذوي التوحد (2001) الذي خلص إلى أن ABA كان أفضل البحوث المدعومة والعلاج الأكثر فعالية للخصائص الرئيسية لمرض التوحد. بعض النقاد {الذين} ادعى أن تقرير المجلس النرويجي للاجئين كان عناصر من الداخل من قبل المحللين السلوك ولكن لم تكن هناك شهادة البورد المحللين السلوك على لوحة (التي لم تشمل الأطباء والأطباء خطاب والمربين وعلماء النفس، وغيرها). الاستعراضات التي جرت مؤخرا في فعالية التقنيات المعتمدة ABA في التوحد ما يلي:
- وخلص تقرير السريري للأكاديمية الأمريكية لطب الأطفال عام 2007 إلى أن مصلحة التدخلات ABA في اضطرابات طيف التوحد (أي إس دي إس) «تم توثيقه جيدا» وأنه «ثبت الأطفال الذين يتلقون العلاج في وقت مبكر السلوكية مكثفة لجعل كبيرة ومستدامة مكاسب في معدل الذكاء واللغة والأداء الأكاديمي، والسلوك التكيفي، فضلا عن بعض التدابير للسلوك الاجتماعي».[90]
- نشر باحثون من معهد MIND [الإنجليزية] نهج مراجعة القائمة على الأدلة من العلاج الشامل في عام 2008. وعلى أساس «قوة النتائج من الدراسات الأربع أفضل تصميم، للرقابة،» كانت ترى أن النهج القائم على ABA واحد (تقنية لوفاس [الإنجليزية] التي تم إنشاؤها بواسطة Ole إيفار لوفاس [الإنجليزية]) هي «راسخة» لتحسين الأداء الفكري للأطفال الصغار مع ASD.[91]
- وتبين من استعراض 2009 من التدخلات النفسية والتعليمية للأطفال المصابين بالتوحد الذين كان ست سنوات أو أقل في السعرات متوسط العمر أن خمسة عالية الجودة («مستوى 1» أو «المستوى 2») دراسات تقييم العلاج القائم على ABA. على أساس هذه الدراسات وغيرها، وخلص المؤلف أن ABA هو «راسخة» ومن «أثبتت فعالية في تعزيز الأداء العالمي في الأطفال قبل سن المدرسة يعانون من مرض التوحد عند العلاج المكثف ونفذت من قبل المعالجين المدربين.» [92]
- وتضمنت ورقة 2009 تحليل وصفي، وتحليل حجم التأثير، والتحليل التلوي من 13 التقارير المنشورة 1987-2007 في وقت مبكر من التدخل السلوكي المكثف (EIBI، وهو شكل من أشكال العلاج القائم على ABA مع أصول في تقنية وفاس) لمرض التوحد . أنه قرر أن أحجام تأثير EIBI وكانت «ايجابية بشكل عام» لمعدل الذكاء والسلوك التكيفي، واللغة التعبيرية، واللغة الاستقبالية. لم الصحيفة القيود علما نتائجها بما في ذلك عدم وجود مقارنات نشرت في الفترة بين EIBI وغيرها من «برامج العلاج التحقق تجريبيا.»
- في مراجعة منهجية 2009 من 11 دراسة نشرت 1987-2007 وكتب الباحثون «هناك أدلة قوية على أن EIBI فعالة بالنسبة للبعض، ولكن ليس كل شيء، الأطفال الذين يعانون من اضطرابات طيف التوحد، وهناك تفاوت كبير في الاستجابة للعلاج.» علاوة على ذلك، أي تحسينات المرجح أن تكون أعظم في السنة الأولى من التدخل.[93]
- وخلص 2009 الفوقية تحليل تسع دراسات نشرت 1987-2007 التي EIBI لها تأثير «كبير» على معلومات استخبارية واسعة النطاق والتأثير «المعتدلين» في السلوك التكيفي لدى الأطفال المصابين بالتوحد.[94][95]
- في عام 2011، قام الباحثون من جامعة فاندربيلت بموجب عقد مع وكالة أبحاث الرعاية الصحية والجودة استعراضا شاملا للكتابات العلمية على أساس ABA وغيرها من العلاجات لاضطرابات طيف التوحد. وتشمل العلاجات القائمة على ABA طريقة UCLA / لوفاس ودنفر نموذج البداية المبكرة (وهذا الأخير الذي وضعته سالي روجرز وجيرالدين داوسون).[96] وخلصوا إلى أن «كلا النهجين ارتبطت ... تحسينات في الأداء الإدراكي واللغة المهارات، ومهارات السلوك التكيفي»:[96] ES-9 ومع ذلك، فإنها خلصت أيضا إلى أن«قوة من الأدلة ... منخفض»، «لا يزال العديد من الأطفال لعرضه مناطق بارزة من ضعف»، «قد تكون مسؤولة مجموعات لل أغلبية التغيير،» هناك«القليل من الأدلة على فعالية العملية أو جدوى وراء الدراسات والأبحاث»، والدراسات التي نشرت«تستخدم عينات صغيرة، أساليب علاجية مختلفة، والمدة، والقياسات نتيجة مختلفة»:[96] ES-10

وجاء استعراض منهجي 2009 والتحليل التلوي من قبل Spreckley وبويد من أربعة 2000-2007 دراسات (تشمل ما مجموعه 76 طفلا) إلى استنتاجات مختلفة من الاستعراضات الآنفة الذكر. Spreckley وبويد ذكرت أن تدخل السلوك التطبيقي (ABI)، اسم آخر للEIBI، لم تتحسن بشكل ملحوظ مقارنة مع نتائج الرعاية القياسية من الأطفال قبل سن المدرسة يعانون من التوحد في مجالات نتائج المعرفية، اللغة التعبيرية أو اللغة الاستقبالية، والسلوك التكيفي. ref name=Spreckley2009/> وفي رسالة إلى المحرر، ومع ذلك، مؤلفي ادعت الدراسات الأربع الفوقية تحليل أن Spreckley وبويد قد يساء تفسيرها إحدى الدراسات المقارنة بين اثنين من أشكال ABI مع بعضها البعض وعلى سبيل المقارنة من ABI مع الرعاية القياسية، والتي انخفضت بشكل خاطئ فعالية المرصودة من ABI. وعلاوة على ذلك، فإن الدراسات الأربع «أثار الكتاب احتمال أن Spreckley وبويد استبعدت بعض الدراسات الأخرى دون داع، وربما أدى ذلك بما في ذلك دراسات لتقييم أكثر ملاءمة من ABI. بويد، والمؤلفين الدراسات الأربع» لم نتفق على أن متعددة كبيرة وهناك حاجة إلى موقع التجارب العشوائية لتحسين فهم فعالية ABA في التوحد.

## المجلات الكبرى
محللون السلوك التطبيقي تنشر في العديد من المجلات. بعض من تلك المجلات تعتبر أساسية لتحليل السلوك هي:
- مجلة تحليل السلوك التطبيقي
- مجلة التحليل التجريبي للسلوك
- مجلة إدارة السلوك التنظيمي
- مجلة السلوكية التعليم [الإنجليزية]
- مجلة تحليل السلوك اللفظي
- محلل السلوك اليوم [99]
- محلل السلوك
- مجلة علم أمراض النطق واللغة وتحليل السلوك التطبيقي " [100]
- مجلة المبكر والتدخلات السلوكية المكثفة
- المجلة الدولية للالسلوكية التشاور والعلاج [100]
- مجلة التقييم السلوكي والتدخل لدى الأطفال [100]
- نشرة التنمية السلوكية [100]
- مجلة تعليم الدقة وستاندرد Celeration [100]
- السلوك والقضايا الاجتماعية [101]
- مجلة تحليل السلوك من الرياضة، الصحة، اللياقة البدنية، والطب السلوكي [100]
- مجلة تحليل سلوك الجاني والضحية: العلاج والوقاية [100]
- السلوكية الصحة والطب [100]
- العلاج السلوكي
- السلوك والفلسفة [102]